# 赵振中
赵振中（1904年—1990年8月10日），原名赵世富，男，直隶（今河北）蔚州白乐镇人，中华人民共和国政治人物。

## 生平
早年考入西合营第二高小。1929年8月考入西合营师范学校，期间参加学生运动。1930年8月，被中共北平市委调北平西山受训，并加入中国共产党。1932年，任中共蔚县工作委员会委员。平型关战役后，被任命为七区（白乐）区长。平绥战役后，出任蓟县抗日暴动队第18总队教导员。1938年11月，担任宣、涿、怀县委书记。1941年被分配到冀热察区党委组织部。1942年5月，出任中共赤城县委书记。1944年调，任地委常委、社会部部长；1945年3月任组织部部长，同年8月任平北地委副书记。
1949年7月，察南、冀察两地委合并为新的察南地委，赵振中出任中共察南地委书记。1951年1月，改任大同市委书记、市长兼市军管会主任。之后转任河北，1953年，出任中共张家口地委书记。之后历任河北省交通邮电部部长、河北省工业交通部副部长、河北省交通委员会副主任。文化大革命期间受到迫害，文革结束后，出任河北省纪检委副书记、河北省人大常委会副主任。此外他曾担任第五、六届全国政协委员。1990年8月10日病逝，享年82岁。